# Улица Лукина (Казань)
Улица Лукина (тат. Лукин урамы) — улица в микрорайоне Караваево, Авиастроительном районе Казани.
Проходит с юга на север от пересечения улиц Индустриальной и Трамвайной до пересечения улиц Пржевальского и Промышленной. Пересекается с улицами Индустриальной, Трамвайной, Побежимова, Максимова, Симонова, Айдарова, Академика Павлова, Пржевальского и Промышленной.

## История
Развитие улицы связано со строительством авиационного комбината («Казмашстроя») и возникновением рядом с ним жилых посёлков.
Начиная с 1930-х годов, в районе нынешних улиц Лукина — Побежимова — 2-я Ленинградская — Максимова формировался жилой комплекс «Юнгородок».
До настоящего времени на улице Лукина сохранилась часть исторической застройки.
На улице в начале 1980-х годов был сооружён один из трёх первых и долгое время единственных в Казани жилых 16-этажных домов.
Первоначально улица называлась Печерской.
Переименована в 1979 году в честь организатора авиационного моторостроения, генерал-майора инженерно-авиационной службы, Героя Социалистического Труда Макара Михайловича Лукина (1905—1961).
На доме № 11 по улице Лукина была помещена памятная доска с его изображением и надписью: «Улица названа в честь Лукина Макара Михайловича талантливого организатора моторостроения первого Героя Социалистического Труда в ТАССР 1905—1961». Впоследствии, в процессе перепланировки части здания под магазины, её убрали и перенесли на другое здание.
Параллельно улицы Лукина проходит Малая Печерская улица (протяжённостью 165 метров), сохранившая своё прежнее название.

## Современное состояние
Общая протяжённость улицы составляет 1733 метра.
На улице Лукина находятся дома с номерами: 1 (1951 года постройки), 1 А (1978 года постройки) , 2 / 15 (1984 года постройки), 3, 3 А (1979 года постройки), 4 (1989 года постройки), 5 (1951 года постройки), 5 А, 6 / 7, 6 А, 7 (1952 года постройки), 8 (1996 года постройки), 9 (1952 года постройки), 10, 11, 11 А (1952 года постройки), 11 Б, 11 В, 11 Г, 11 к. 1 (1990 года постройки), 11 к. 2 (1990 года постройки), 12 (1991 года постройки), 14 (1993 года постройки), 15 (1991 года постройки), 15 А, 16 (1992 года постройки), 17 (2001 года постройки), 18 (2005 года постройки), 20 (1998 года постройки), 22, 24, 26, 37 (1984 года постройки), 41 (1989 года постройки), 42 А (1960 года постройки), 43 (1989 года постройки), 45 (1988 года постройки), 46 (1962 года постройки), 47 (1988 года постройки), 47 А, 48 (1960 года постройки), 48 А, 48 б, 48 В, 52, 53 (1993 года постройки), 54 (2013 года постройки), 55 (1993 года постройки) и 60.
Между улицами Академика Павлова, Лукина, Годовикова и Циолковского, на месте бывшей промзоны, идёт формирование жилых комплексов «Красное Яблоко», «Взлётный» и «Взлётная Полоса».
- Улица Лукина, дом 1
- Проезжая часть улицы Лукина на участке от улицы Побежимова до улицы Максимова (дома 1 и 3)
- Улица Лукина, дом 20
- АЗС «ТАИФ-НК № 1»

## Объекты
- №№ 1, 1а, 3а, 4, 5, 9а, 11а, 41, 43, 45, 47, 53, 55 — жилые дома авиазавода.[39][40]
- № 2/15 — судебный участок № 2 по Авиастроительному судебному району города Казани.[41]
- № 3 — Управление Пенсионного фонда России в Авиастроительном районе города Казани.[42] Ранее в этом здании располагался детский сад № 212 авиазавода.[43]
- №№ 5, 7а, 8, 11, 12, 14, 15, 16, 46, 48, 49, 51 — жилые дома моторостроительного завода.[39][40]
- № 10 — консультативно-диагностический центр Авиастроительного района.[44]
- № 42а — жилой дом трамвайно-троллейбусного управления.[45]
- № 47а — военный комиссариат Ново-Савиновского и Авиастроительного районов.[46]
- № 47а — следственный отдел по Авиастроительному району города Казань.[47]
- № 48а — детский сад № 299 (бывший «Малыш» моторостроительного завода).[48][49][43]